# Michail Rudakov
Michail Zacharevič Rudakov (8. července 1914, Poltavská gubernie, Ruské impérium – 27. srpna 1985, Moskva, Sovětský svaz) byl sovětský malíř a grafik.

## Život
Michail Rudakov se narodil v Poltavské gubernii, která je dnes součástí Ukrajiny. Vystudoval Umělecký institut v Charkově. V roce 1940 byl povolán do armády. Dostal se do polského města Przemyśl, kde se seznámil s díly polských autorů. Po vpádu nacistického Německa do SSSR se zúčastnil obranných bojů o Kyjev a byl těžce raněn. Padl do zajetí, během kterého ho německý důstojník střelil do hlavy. Rudakov zranění přežil.
O dva roky později byl ze zajetí osvobozen. Byl však znovu zatčen a odsouzen na pět let za „antisovětskou agitaci v době války“. Byl poslán do lágrů v republice Komi a Archangelské oblasti. Kácel dřevo a pracoval na stavbě železnice Kotlas–Vorkuta. I během pobytu v lágru kreslil.
Poté, co byl propuštěn, pracoval jako výtvarník v divadle a ilustrátor, zejm. válečných románů. Vytvořil série grafických listů k básním Alexandra Bloka nebo François Villona, dílům W. S. Maughama nebo filosofa Lucia Apuleia. V roce 1957 byl rehabilitován.